# 오기환 (희극인)
오기환(1982년 ~ )은 대한민국의 희극인이다. 2012년에 KBS 27기 공채 개그맨으로 데뷔했으며 2017년 5월 20일에 서울 여의도 신관 웨딩홀에서 예비 신부와 결혼식을 올렸다.

## 연기 활동
- KBS2 《개그사냥》
- KBS2 《개그콘서트》
  - 〈감수성〉
  - 〈막말자〉
  - 〈불편한 진실〉
  - 〈리얼 토크쇼〉
  - 〈시청률의 제왕〉
  - 〈엔젤스〉
  - 〈음모론〉
  - 〈10년 후〉 김현기의 친구 역 → 권재관의 부하 역
  - 〈일당뛰어〉
  - 〈아름다운 구속〉
  - 〈횃불 투게더〉
  - 〈죽어도 못 보내〉 오리 역
  - 〈징크스〉
  - 〈봉숭아학당〉 복수왕 역
  - 〈진상점〉 손님 역